# Бернард, Зенон
Зено́н Берна́рд (люкс. Zénon Bernard, 15 февраля 1893 — 25 июля 1942, Кассель, Германия) — общественный и политический деятель Люксембурга, один из основателей и председатель Коммунистической партии Люксембурга, первый коммунист в люксембургском парламенте.

## Биография
Рабочий-металлист. Дважды играл за национальную сборную Люксембурга по футболу; в 1914 году забил гол в единственном выигранном ей матче с Францией.
Перед Первой мировой войной присоединился к социалистическому движению в стране, в 1919 г. возглавив левое радикальное крыло Социал-демократической партии Люксембурга. Один из инициаторов создания (2 января 1921 г.) и политический секретарь КПЛ. На втором съезде КПЛ, в мае того же года, был избран её председателем.
После начала Второй мировой войны и оккупации Люксембурга немецкими войсками, 10 мая 1940 г. ушёл в подполье, откуда руководил деятельностью коммунистического Сопротивления. Однако уже в сентябре был арестован агентами гестапо. Умер в тюрьме в Касселе.
Внук — Бернард Зенон, депутат парламента Люксембурга от Коммунистической партии в 1974—1979 годах.